# Irlande au Concours Eurovision de la chanson 2022
L'Irlande est l'un des quarante pays participants du Concours Eurovision de la chanson 2022, qui se déroule à Turin en Italie. Le pays est représenté par la chanteuse Brooke Scullion — sous le mononyme Brooke — et sa chanson That's Rich, sélectionnées via l'émission Eurosong 2022. Le pays se classe 15e avec 47 points en demi-finale, ne parvenant pas à se qualifier pour la finale.

## Sélection
Le diffuseur irlandais RTÉ annonce sa participation à l'Eurovision 2022 le 6 septembre 2021. Le 16 septembre 2021, le diffuseur confirme le retour du format de sélection Eurosong, pour la première fois depuis 2015 et ouvre la période de dépôt des candidatures jusqu'au 22 octobre 2021,. Au terme de cette période, 320 candidatures ont été reçues par le diffuseur. Six des candidats sont sélectionnés pour la finale télévisée, leurs noms étant révélés le 17 janvier 2022.
La finale télévisée a lieu le 4 février 2022. Le gagnant est désigné par un vote mêlant un jury du studio, un jury international et le télévote irlandais, chacun comptant pour un tiers du total. Chaque partie attribue 12, 10, 8, 6, 4 et 2 points aux chansons.
| Ordre | Artiste            | Chanson                          | Jury   | Jury          | Télévote | Total | Place |
| Ordre | Artiste            | Chanson                          | Studio | International | Télévote | Total | Place |
| ----- | ------------------ | -------------------------------- | ------ | ------------- | -------- | ----- | ----- |
| 1     | Patrick O'Sullivan | One Night, One Kiss, One Promise | 6      | 10            | 6        | 22    | 4     |
| 2     | Janet Grogan       | Ashes of Yesterday               | 12     | 8             | 4        | 24    | 2     |
| 3     | Brendan Murray     | Real Love                        | 8      | 2             | 2        | 12    | 6     |
| 4     | Miles Graham       | Yeah, We're Gonna Get Out of It  | 10     | 6             | 8        | 24    | 2     |
| 5     | Rachel Goode       | I'm Loving Me                    | 2      | 4             | 10       | 16    | 5     |
| 6     | Brooke             | That's Rich                      | 4      | 12            | 12       | 28    | 1     |

La soirée se conclut sur la victoire de Brooke avec sa chanson That's Rich qui représenteront donc l'Irlande à l'Eurovision 2022.

## À l'Eurovision
L'Irlande participe à la deuxième demi-finale, le 12 mai 2022. Y recevant 47 points, le pays se classe 15e et ne parvient pas à se qualifier en finale.